# جاك شاربنتييه
جاك شاربنتييه (بالفرنسية: Jacques Charpentier)‏ هو عازف الأرغن وملحن فرنسي، ولد في 18 أكتوبر 1933 في باريس في فرنسا، وتوفي في 15 يونيو 2017 في Lézignan-Corbières ‏ في فرنسا.

## وصلات خارجية
- جاك شاربنتييه على موقع IMDb (الإنجليزية)
- جاك شاربنتييه على موقع ميوزك برينز (الإنجليزية)
- جاك شاربنتييه على موقع أول ميوزيك (الإنجليزية)
- جاك شاربنتييه على موقع ديسكوغز (الإنجليزية)